# رود بتسیبوکا
رود بتسیبوکا بزرگترین و مهمترین رود ماداگاسکار است که از از نواحی کوهستانی فلات مرکزی جزیره سرچشمه گرفته و پس از طی مسافتی ۵۲۵ کیلومتری به سمت شمال غربی ماداگاسکار به خلیج بمبتوکا می‌ریزد.

## مشخصات
رود بتسیبوکا در نزدیکی Falaise de l'Angavo و در ارتفاع ۱۷۵۵ متری از سطح دریا سرچشمه می‌گیرد و پس از پیمودن مسیری
۵۲۵ کیلومتری در شمال غربی کرانه‌های ماداگاسکار به خلیج بُمبتوکا و در نهایت اقیانوس هند می‌ریزد. حوضهٔ آبخیز این رودخانه گستره‌ای ۱۱٬۸۰۰ کیلومتر مربعی را در بر می‌گیرد و رودهای ماهاجامبا، ایساندرانو و ایکاپو از مهمترین رودهایی هستند که بتسیبوکا را تغذیه می‌کنند.
رود بتسیبوکا حجم زیادی از رسوبات و خاک‌های غنی از آهن را با خود به دریا می‌آورد که رنگ قرمز خونی رودخانه نیز ناشی از همین موضوع است. پژوهش‌های انجام‌گرفته در این‌باره نشان می‌دهد که میزان حمل رسوبات توسط رودخانه و ته‌نشین‌شدن آنها در خلیج بمبتوکا  در طول ۳۰ سال گذشته تغییر یافته و بر میزان آن تا حد بسیاری افزوده شده‌است. این تغییرات که بر اثر افزایش فرسایش خاک در نتیجهٔ قطع بی‌رویهٔ درختان جنگلی، آتش‌زدن بوته‌زارها و چرای بی‌رویهٔ دام‌ها در حوضهٔ آبخیز رودخانه روی داده‌است تأثیری منفی بر کشاورزی، ماهی‌گیری و حمل‌ونقل در ماجانگا، از بزرگترین بندرهای ماداگاسکار داشته و نشانه‌ای از وقوع فاجعه‌ای زیست‌محیطی  در این جزیره است.
حجم آب‌های رودخانه در فاصلهٔ ماه‌های ژانویه تا مارس به بیشترین میزان خود رسیده و در این مدت حداکثر خروجی آن در دهانهٔ بتسیبوکا به‌طور میانگین ۱۲٬۰۰۰ متر مکعب در ثانیه است.

## نگارخانه

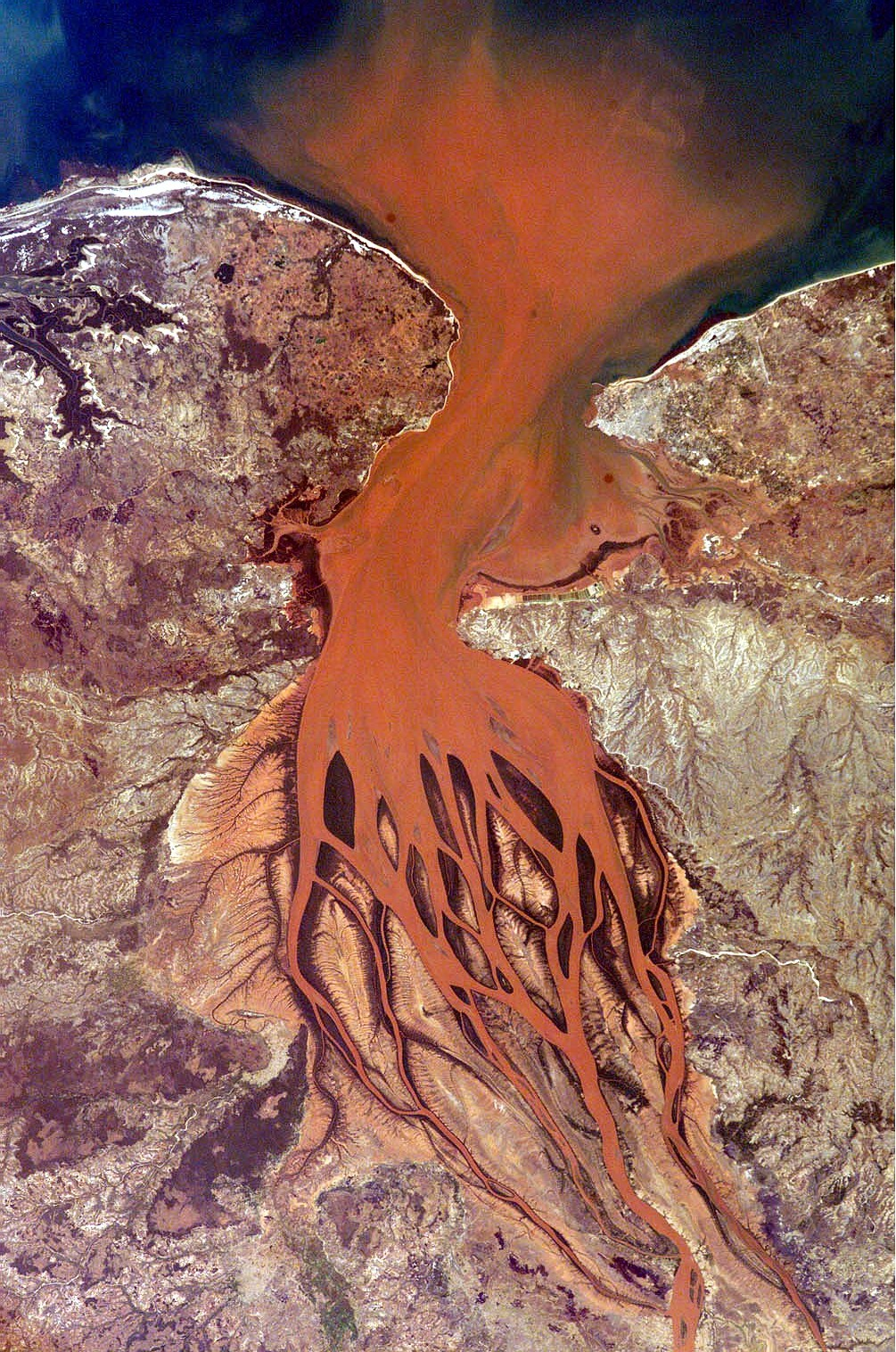
نمایی از خور بتسیبوکا
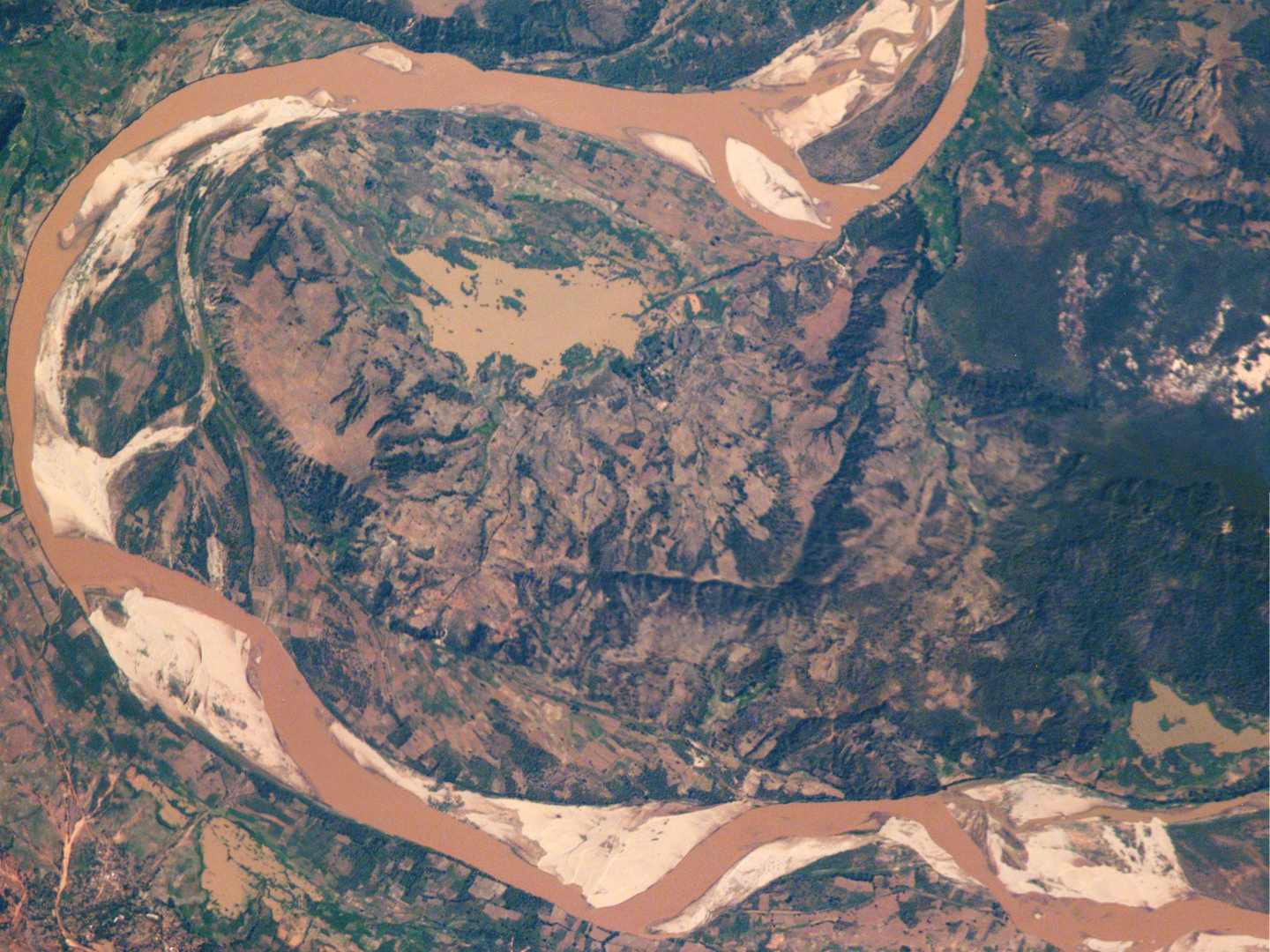
رود بتسیبوکا در شرایط عادی
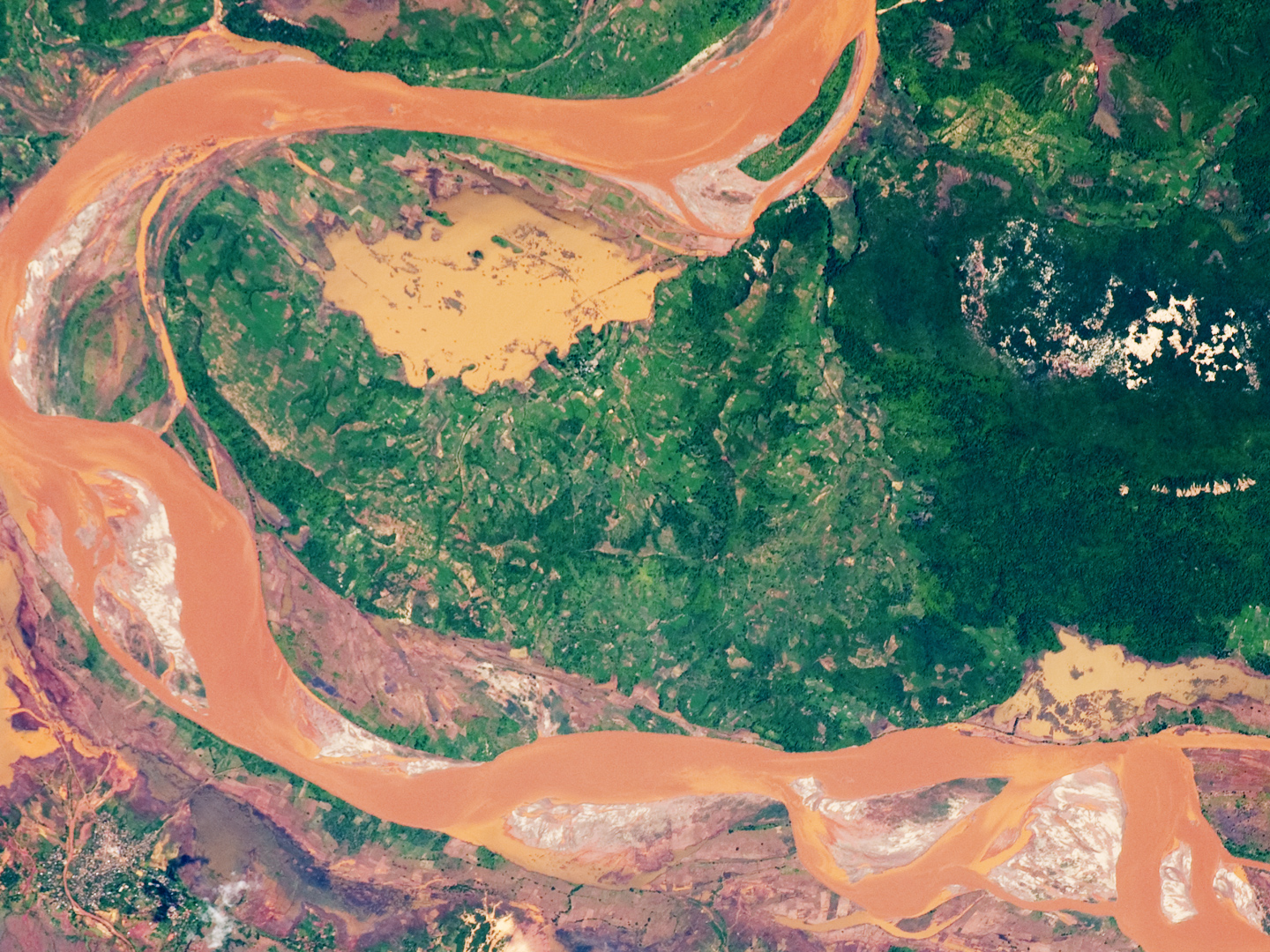
رود بتسیبوکا در زمان طغیان